# MOROHAの!オニヤンマ獲りにいこうぜ!
『MOROHAの!オニヤンマ獲りにいこうぜ!』（もろはの!おにやんまとりにいこうぜ!）は、文化放送で2017年10月3日から2020年3月25日まで放送されていたトーク番組である。

## 概要
MOROHAのプライベートトークや、リスナーから募集するエピソードを紹介する。
番組名の由来は「日本のトンボの中で最大最強のオニヤンマに憧れたあの頃の純粋な気持ちを忘れず、オニヤンマを捕まえる気持ちで音楽界やラジオ界でも天下を獲りに行こう」という思いから名付けられた。

## 主なコーナー
REIWA NO OWARI
元号が「令和」に変わった今、早速日常の中で、「早く令和終わってくれねぇかなぁ……」と思ってしまった自分の最近の失敗談を募集するコーナー。「令和」になったにもかかわらず全然おめでたく感じられないような自分に起こった出来事を募集する。
モテ王UKの日常
圧倒的な女子人気を誇るモテ男UKが、普段無意識にやっているであろう、つい女子にモテてしまうような行動を募集するコーナー。想像ではなく、実際に見た光景を送ってもらう。UKがモテている光景を見たよ、という目撃情報を待っている。
クイズ「知らんがな」
自分のどうでもいい過去の実体験をもとに問題と答えを作ってもらい、答えを聴いたら思わず「知らんがな」って言いたくなるようなクイズ形式にして募集するもの。知らない人の知らないエピソードを聴いて、2人は基本、「知らんがな」と吐き捨てる。
エロンスの神様
リスナーがこれまでの人生で経験した、エッチな体験を募集する。メールは実体験限定で、本文の最後は必ず、「エロンスの神様、どうもありがとう。」で締める。
妄想ラジオレター
実際に出すことが出来ない、架空の手紙を募集する。出せなかったラブレター、どうしても物申したい意見や愚痴など、出す相手や手紙の内容は、なんでもOKである。
第三のMOROHAオーディション!
2人での活動が続き、マンネリ化を迎えているMOROHAのために、3人目のメンバーに入ってくれる人を募集する。音楽経験などは一切不問。自慢できるものからどうでもイイものまで、MOROHAで活かせそうな自分の特技を書いて送る。MOROHAが興味を持てば電話をつなくかもしれない。
今日変わった奴から明日が変わる!!
リスナーが今思っていることや、行動するかどうか悩んでいることを募集するお悩み相談コーナー。MOROHAの2人がそれにアドバイスする。

## 出演者

### パーソナリティ
- MOROHA

## 放送時間
- 火曜日 21:00 - 21:30（2017年10月3日 - 2018年3月26日）
- 水曜日 2:30 - 3:00（2018年4月4日 - 2020年3月25日 ）[2]